# Ambia (Mahabo)
Pour les articles homonymes, voir Ambia.
Ambia est une commune urbaine malgache située dans la partie centre-sud de la région du Menabe.